# 蘇菲宮

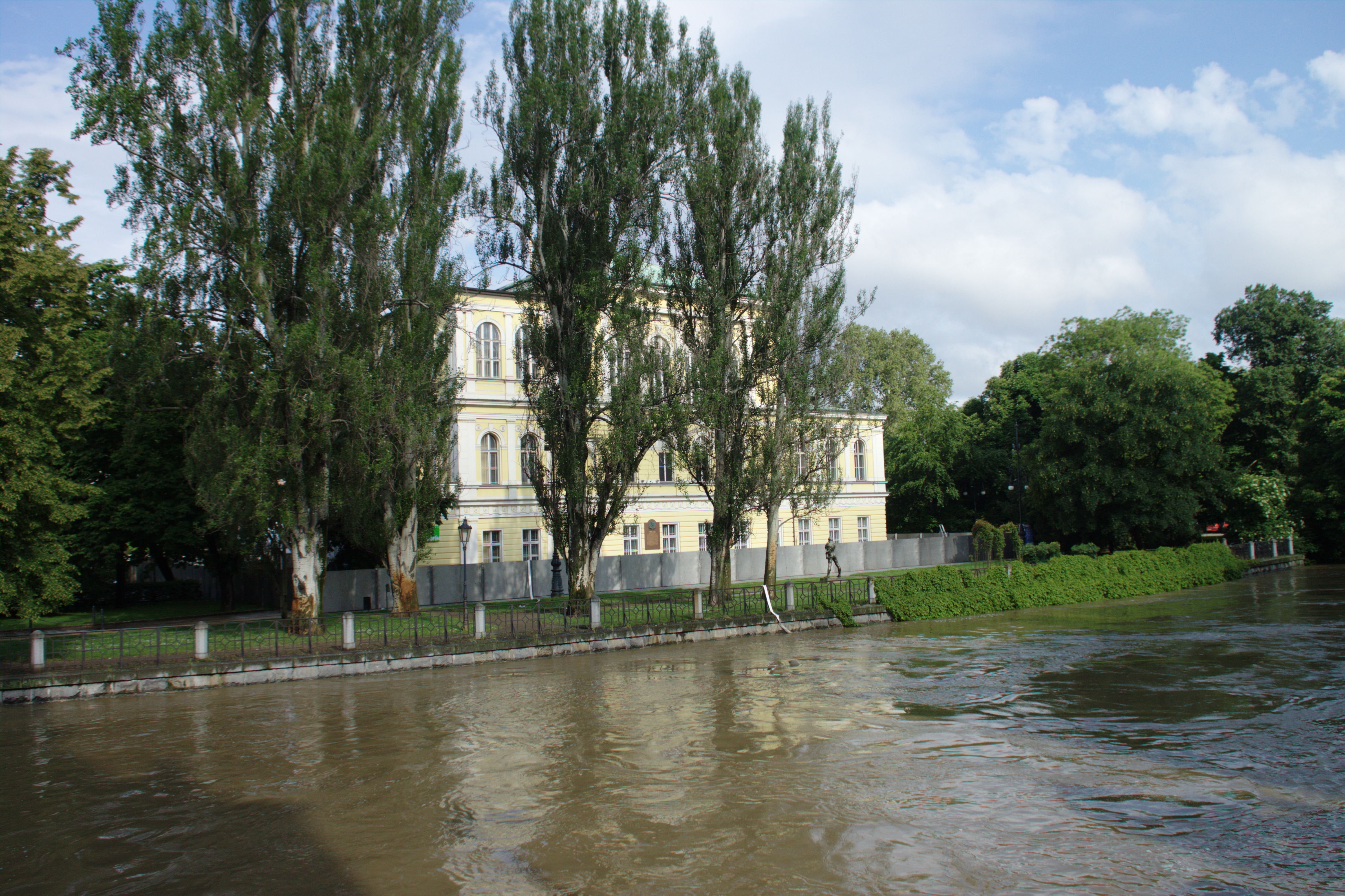
蘇菲宮和伏爾塔瓦河

蘇菲宮（捷克語：Palác Žofín）是位在捷克首都布拉格斯拉夫島的新文藝復興式宮殿，命名自蘇菲公主，也譯佐芬宮，目前是藝文、展覽場。